# Litowiszcze
Litowiszcze (ukr. Літовище) – wieś na Ukrainie w rejonie krzemienieckim należącym do obwodu tarnopolskiego.